# Hracholusky u Prachatic
Hracholusky (deutsch Hracholusk) ist eine Gemeinde in Tschechien. Sie liegt acht Kilometer westlich von Netolice und gehört zum Okres Prachatice.

## Geographie

### Lage
Hracholusky befindet sich in den als Netolická pahorkatina (Nettolitzer Hügelland) bezeichneten nördlichen Ausläufern des Blanský les. Das Dorf liegt rechtsseitig des Baches Zlátý potok an dessen Zufluss Hracholuský potok. Östlich des Ortes liegt der Stauweiher Vráto. Im Osten erhebt sich die Dubnice (559 m), südöstlich der Vystroužek (598 m), im Südwesten die Osule (646 m) und westlich die Ostrá (527 m). Am südlichen Ortsrand verläuft die Straße II/145 zwischen České Budějovice und Vimperk.
Nachbarorte sind Strunkovice nad Blanicí und Protivec im Norden, Velký Bor im Nordosten, Kratochvíle und Petrův Dvůr im Osten, Obora und Žitná im Südosten, Paseky, Vrbice und Brdová im Süden, Vitějovice und Na Osuli im Südwesten, Běleč und Těšovice im Westen sowie Budkov und Svojnice im Nordwesten.

### Gemeindegliederung
Die Gemeinde Hracholusky besteht aus den Ortsteilen Hracholusky (Hracholusk), Obora (Tiergarten, auch Thiergarten), Vrbice (Felbern) und Žitná (Schittna), die zugleich auch Katastralbezirke bilden.

### Nachbargemeinden
|            | Strunkovice nad Blanicí                     |          |
| Vitějovice | Kompassrose, die auf Nachbargemeinden zeigt | Netolice |
| Nebahovy   | Lhenice                                     |          |

## Geschichte
Die erste urkundliche Erwähnung des Dorfes erfolgte im Jahr 1334 als Besitz des Wilhelm von Strakonitz. Dieser verkaufte die Herrschaft Bavorov 1351 an die Brüder Peter, Jobst, Johann und Ulrich von Rosenberg, die 1355 als neuen Herrschaftssitz die Helfenburg erbauen ließen. Im Helfenburger Urbar von 1580 sind für Hracholusky 41 Besitzer von Höfen aufgeführt, zudem gab es noch zwei Häusler, drei Müller und einen Kretscham. Peter Wok von Rosenberg schloss zum Ende des 16. Jahrhunderts die Dörfer Hracholusky, Vitějovice, Svojnice und Žernovice an die Herrschaft Libějovice an. 1599 sind im Libějovicer Urbar in Hracholusky 40 Familien und die Schänke nachweislich. Nach dem Tode von Peter Wok erbte Peter von Schwanberg den Besitz. Dessen Güter wurden nach der Schlacht am Weißen Berg von Kaiser Ferdinand II. konfisziert, der sie 1620 seinem Feldmarschall Charles Bonaventure de Longueval überließ. Während des Dreißigjährigen Krieges verödeten zahlreiche Gehöfte. Im Februar 1628 war das Dorf zudem von einem schweren Hochwasser des Zlatý potok betroffen. 1801 verkaufte Johann Joseph von Buquoy das Gut an den Reichsfürsten Joseph II. zu Schwarzenberg. Dieser unterstellte das Gut dem Peterhof. Im Jahr 1835 bestand Hracholusk aus 92 Häusern mit 594 Einwohnern. Das Dorf umfasste auch ein Wirtshaus, zwei Mühlen, eine Brettsäge und eine Ölpresse. Pfarr- und Schulort war Vitějovice. Bis zur Mitte des 19. Jahrhunderts blieb Hracholusk zum Gut Libiegowitz untertänig.
Nach der Aufhebung der Patrimonialherrschaften bildete Hracholusky/Hracholusk ab 1850 eine Gemeinde in der Bezirkshauptmannschaft Prachatice/Prachatitz. Nach dem Münchner Abkommen und der daraus resultierenden Abtrennung des Bezirks Prachatitz verblieb Hracholusky 1938 bei der „Resttschechei“ und wurde dem Bezirk Písek zugeschlagen. Zum Ende des Zweiten Weltkrieges wurde der Ort wieder Teil des Okres Prachatice. Im Jahr 1961 erfolgte die Eingemeindung von Obora, 1976 kamen noch Vrbice und Žitná hinzu.

## Sehenswürdigkeiten

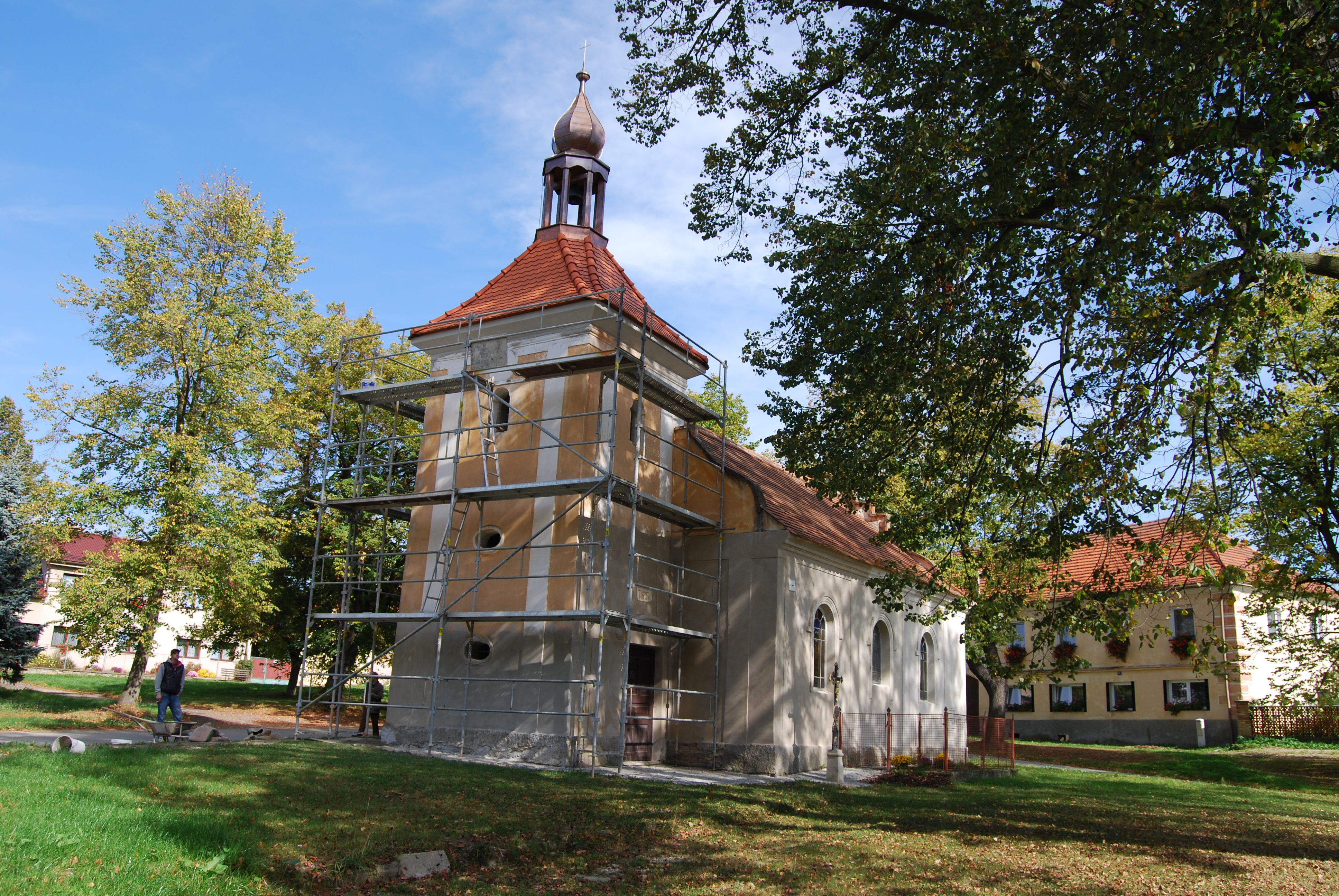
Kapelle in Hracholusky

- Kapelle in Hracholusky, errichtet 1824 im Empirestil. Sie wurde zwischen 2008 und 2010 saniert.
- Giebelhöfe im südböhmischen Bauernbarock aus der Mitte des 19. Jahrhunderts
- Ehemalige Dorfschmieden in Hracholusky und Žitná
- Neogotische Kapelle in Žitná